# Equação diferencial linear de segunda ordem
Equações diferenciais ordinárias lineares de segunda ordem são equações que pertencem ao grupo das equações diferenciais lineares e satisfazem as duas características exigidas para tal. Para que sejam consideradas de segunda ordem estas equações devem obedecer ao seguinte formato:
{\displaystyle a(x)y''+b(x)y'+c(x)y=r(x),}
onde, a, b, c e r são funções conhecidas, dependentes apenas da variável x.
Exemplos:
- {\displaystyle (x^{2}-3x)y''+xy'-(x+3)y=0}

- {\displaystyle 2x^{2}y''+3xy'-y=7}

- {\displaystyle y''-7y'+12y=\cos(x)}

## Existência e unicidade da solução
Teorema
Se as funções {\displaystyle p(x)}, {\displaystyle q(x)} e {\displaystyle f(x)} são contínuas em um intervalo {\displaystyle (a,b)}, existe uma única solução da equação linear
{\displaystyle y''+p(x)y'+q(x)y=f(x)}
no intervalo (a, b), que verifica as condições iniciais {\displaystyle y(c)=A} e {\displaystyle y'(c)=B} para quaisquer números reais A, B e c, tal que {\displaystyle c\in (a,b)}.

## Justificativa da linearidade
Considerando {\displaystyle f(x)} e {\displaystyle g(x)} duas funções contínuas, e a transformação que a cada função duas vezes derivável {\displaystyle y=y(x)} associa {\displaystyle L(y)=y''+f(x)y'+g(x)y}
Observe que se {\displaystyle y_{1}} e {\displaystyle y_{2}} são duas funções (duas vezes deriváveis) então
{\displaystyle L(y_{1}+y_{2})=(y_{1}+y_{2})''+f(x)(y_{1}+y_{2})'+g(x)(y_{1}+y_{2})}, o que resulta em:
{\displaystyle L(y_{1}+y_{2})=L(y_{1})+L(y_{2}).}
Se α e β pertencem a {\displaystyle R} , sendo {\displaystyle y} uma função {\displaystyle L(}α {\displaystyle y_{1})=} α {\displaystyle L(y_{1})} e {\displaystyle L(} β {\displaystyle y_{2})=} β {\displaystyle L(y_{2})}, podemos juntar os dois fatores e obter que {\displaystyle L} é um operador linear
{\displaystyle L(}α {\displaystyle y_{1}+} β {\displaystyle y_{2})=} α {\displaystyle L(y_{1})+} β {\displaystyle L(y_{2}).}

## Classificação
As EDOL de Segunda Ordem podem ser ainda classificadas em Homogêneas e Heterogêneas. Elas são conhecidas como Homogêneas quando a função r(x) é igual a zero e Heterogêneas caso contrário.

### Exemplos de EDOL de Segunda Ordem Homogêneas
- {\displaystyle x(3x+2)y''+6(x+1)y'-6y=0}

- {\displaystyle y''-2y'+y=0}

### Exemplos de EDOL de Segunda Ordem Heterogêneas
- {\displaystyle y''+3y'+2y=2e^{x}}

- {\displaystyle y''-2y'+y=xe^{x}}

- {\displaystyle y''+y=sen(x)}

- {\displaystyle y''+3y'+2y=5}

## Princípio de Superposição
Se {\displaystyle y_{1}} e {\displaystyle y_{2}} são duas soluções de uma EDOLH (equação diferencial linear homogênea), então qualquer combinação linear 
{\displaystyle C_{1}y_{1}+C_{2}y_{2}} também é solução.

Demonstração: Sejam se {\displaystyle y_{1}(t)} e {\displaystyle y_{2}(t)} duas soluções de uma EDOLH {\displaystyle L(y)=0}.
Então, {\displaystyle L(y_{1})=0}e {\displaystyle L(y_{2})=0}. 
Da linearidade, segue que 
{\displaystyle L(C_{1}y_{1}+C_{2}y_{2})=C_{1}L(y_{1})+C_{2}L(y_{2})},que é {\displaystyle C_{1}0+C_{2}0=0}. 
Logo, a combinação linear {\displaystyle C_{1}y_{1}+C_{2}y_{2}} também é solução

Observação 1. Uma situação particular do Princípio de Superposiçãp é: se {\displaystyle y_{1}} é uma solução de uma EDOLH, então qualquer múltiplo {\displaystyle Cy_{1}} também o é.

Observação 2. O espaço vetorial das soluções de {\displaystyle L(y)=0} tem dimensão dois, ou seja, existem duas soluções linearmente independentes {\displaystyle y_{1}} e {\displaystyle y_{2}} tais que qualquer solução de {\displaystyle L(y)=0} é combinação destas

## Métodos de Solução

### Equação Diferencial Linear Homogênea
Normalmente resolvemos uma EDOL homogênea utilizando o Método de d'Alembert, no caso em que conhecemos uma das soluçoes da equações. Caso não se conheça uma das soluçoes, um dos métodos de resolução é utilizar a equação característica da equação.

### Equação Diferencial Linear Não-Homogênea
Usualmente as soluções são identificadas em duas etapas: 
Primeiro: encontra-se a solução da EDOL homogênea associada à determinada EDOL de Segunda Ordem Heterogênea
Segundo: busca-se a solução particular da equação heterogênea. Nesse caso pode ser utilizado o Método dos Coeficientes Constantes ou o Método da Variação de Parâmetros.
A solução geral se dará a partir da soma da solução da EDOL homogênea associada com a solução particular da EDOL heterogênea.